# Друян, Михаил Захарович
Михаи́л Заха́рович Друя́н (17 октября 1911, Харьков, Харьковская губерния, Российская империя — 12 июля 2000, Москва, Россия) — советский и российский оператор-постановщик мультипликационных фильмов. Участник Великой Отечественной войны. Снял свыше трёхсот мультфильмов. Заслуженный работник культуры РСФСР (1975).

## Биография
Родился 17 октября 1911 года в Харькове. Подростком один, без всяких средств к существованию, приехал в Москву. Был беспризорником.
С 1932 года работал помощником оператора в мультипликационном цехе на студии «Воентехфильм». Его первой заметной работой стали мультипликационные титры к музыкальной комедии Григория Александрова «Весёлые ребята».
В 1936 году, пройдя отборочную комиссию, которую возглавлял режиссёр Иван Иванов-Вано, становится оператором студии «Союзмультфильм».
В 1941 году добровольцем ушёл на фронт, воевал в составе Отдельной мотострелковой бригады особого назначения (ОМСБОН), старший лейтенант административной службы. Демобилизовавшись, в декабре 1945 года вернулся на студию «Союзмультфильм».
В 1975 году удостоен звания Заслуженный работник культуры РСФСР.
В 1996 году после перенесённого инсульта не смог продолжать работу и был вынужден оставить мультипликацию.
Скончался 12 июля 2000 года. Похоронен в Москве на участке № 2 Донского кладбища.

## Награды
- Орден Дружбы (7 июня 1996 года) — за заслуги перед государством, многолетнюю плодотворную деятельность в области культуры и искусства[4]
- Орден Октябрьской Революции (22 августа 1986 года)
- Орден Отечественной войны II степени (6 апреля 1985 года)[5]
- Медаль «За трудовое отличие» (6 марта 1950 года) — за выдающиеся заслуги в развитии советской кинематографии, в связи с 30-летием[6][7]
- Медаль «За боевые заслуги»[7]
- Медаль «За оборону Москвы»[7]
- Медаль «За победу над Германией в Великой Отечественной войне 1941—1945 гг.»[7]
- Заслуженный работник культуры РСФСР (15 мая 1975 года) — за заслуги в области советской культуры[8]

## Фильмография
1. 1934 — Весёлые ребята (мультипликация)
2. 1940 — Ивась
3. 1940 — Любимые герои
4. 1940 — Бармалей
5. 1946 — Весенние Мелодии
6. 1946 — У страха глаза велики
7. 1947 — Белое золото (Хлопок)
8. 1947 — Весёлый огород
9. 1947 — Квартет
10. 1947 — Тебе, Москва!
11. 1948 — Кем быть?
12. 1948 — Машенькин концерт
13. 1948 — Новогодняя ночь
14. 1948 — Охотничье ружьё
15. 1948 — Сказка старого дуба
16. 1948 — Цветик-семицветик
17. 1948 — Чемпион
18. 1949 — Весенняя сказка
19. 1949 — Мистер Уолк
20. 1949 — Полкан и Шавка
21. 1950 — Волшебный клад
22. 1950 — Дедушка и внучек
23. 1950 — Когда зажигаются ёлки
24. 1950 — Сказка о рыбаке и рыбке
25. 1951 — Высокая горка
26. 1951 — Лесные путешественники
27. 1951 — Помни и соблюдай правила пожарной безопасности
28. 1951 — Сердце храбреца
29. 1952 — Аленький цветочек
30. 1952 — Каштанка
31. 1953 — Волшебный магазин
32. 1954 — Золотая антилопа
33. 1954 — Оранжевое горлышко
34. 1954 — Стрела улетает в сказку
35. 1955 — Заколдованный мальчик
36. 1955 — Необыкновенный матч
37. 1955 — Пёс и кот
38. 1955 — Снеговик-почтовик
39. 1956 — Кораблик
40. 1956 — Маленький Шего
41. 1956 — Миллион в мешке
42. 1956 — Старые знакомые
43. 1957 — В некотором царстве…
44. 1957 — Верлиока
45. 1957 — Воплощённая мечта
46. 1957 — Песня о дружбе
47. 1957 — Снежная королева
48. 1958 — Кошкин дом
49. 1958 — Первая скрипка
50. 1959 — Похитители красок
51. 1959 — Приключения Буратино
52. 1959 — Скоро будет дождь
53. 1959 — Три дровосека
54. 1960 — Королевские зайцы
55. 1960 — Мультипликационный Крокодил № 1
56. 1960 — Муха-Цокотуха
57. 1960 — Непьющий воробей
58. 1960 — Разные колёса
59. 1960 — Тринадцатый рейс
60. 1961 — Дорогая копейка
61. 1961 — Ключ
62. 1961 — Козлёнок
63. 1961 — Семейная хроника
64. 1962 — Вирус равнодушия (киножурнал «Фитиль» № 3)
65. 1962 — Две сказки
66. 1962 — Живые цифры
67. 1962 — Зелёный змий
68. 1962 — Клубок (киножурнал «Фитиль» № 2)
69. 1962 — Мир дому твоему
70. 1962 — Реваншист (киножурнал «Фитиль» № 3)
71. 1962 — Светлячок № 2
72. 1962 — Свёкла (киножурнал «Фитиль» № 1)
73. 1962 — Сказка про чужие краски
74. 1962 — Слова и буквы (киножурнал «Фитиль» № 4)
75. 1962 — Только не сейчас
76. 1963 — Бабушкин козлик
77. 1963 — Беги, ручеёк!
78. 1963 — Гром и молния (киножурнал «Фитиль» № 17)
79. 1963 — Заповедник (киножурнал «Фитиль» № 8)
80. 1963 — Светлячок № 3
81. 1963 — Свинья-копилка
82. 1963 — Шутки
83. 1964 — Большой фитиль (мультипликационные титры)
84. 1964 — Дюймовочка
85. 1964 — Кот-рыболов
86. 1964 — Колобок (киножурнал «Фитиль» № 22)
87. 1964 — Можно и Нельзя
88. 1964 — Петух и краски
89. 1964 — Храбрый портняжка
90. 1965 — Вовка в Тридевятом царстве
91. 1965 — Наргис
92. 1965 — Пастушка и трубочист
93. 1966 — Букет
94. 1966 — Жу-жу-жу
95. 1966 — Зайдите, пожалуйста!
96. 1966 — Окно
97. 1966 — Лишние люди (киножурнал «Фитиль» № 53)
98. 1966 — Про бегемота, который боялся прививок
99. 1966 — Происхождение вида
100. 1966 — Рай в шалаше
101. 1966 — Самый, самый, самый, самый
102. 1966 — Согласованный пиджак (киножурнал «Фитиль» № 50)
103. 1967 — Зайкины рога (киножурнал «Фитиль» № 61)
104. 1967 — Кузнец-колдун
105. 1967 — Паровозик из Ромашкова
106. 1967 — Песня о соколе
107. 1967 — Разберём-соберём (киножурнал «Фитиль» № 55)
108. 1967 — Сказки для больших и маленьких
109. 1967 — Скамейка
110. 1967 — С кем поведёшься
111. 1967 — Слонёнок
112. 1967 — Шпионские страсти
113. 1967 — Эврика! (киножурнал «Фитиль» № 64)
114. 1968 — Бегемот (Калейдоскоп-68)
115. 1968 — Велосипедист (Калейдоскоп-68)
116. 1968 — Забор (Калейдоскоп-68)
117. 1968 — Малыш и Карлсон
118. 1968 — Русалочка
119. 1968 — Старые заветы
120. 1968 — Хочу бодаться!
121. 1968 — Чёрт попутал
122. 1968 — Чуня
123. 1969 — Антошка (Весёлая карусель № 1)
124. 1969 — Балерина на корабле
125. 1969 — Весёлая карусель № 2
126. 1969 — В стране невыученных уроков
127. 1969 — Девочка и слон
128. 1969 — Десять лет спустя
129. 1969 — Лиса, медведь и мотоцикл с коляской
130. 1969 — Мозаика (Весёлая карусель № 1)
131. 1969 — Ну, погоди! (Весёлая карусель № 1)
132. 1969 — Райское место (киножурнал «Фитиль» № 86)
133. 1969 — Рассеянный Джованни (Весёлая карусель № 1)
134. 1969 — Снегурка
135. 1969 — Страшный сон (киножурнал «Фитиль» № 89)
136. 1969 — Что такое хорошо и что такое плохо
137. 1970 — Быль-небылица
138. 1970 — Два весёлых гуся (Весёлая карусель № 2)
139. 1970 — Дядя Миша
140. 1970 — Карлсон вернулся
141. 1970 — Лесная хроника
142. 1970 — Обезьяна с острова Саругасима
143. 1970 — По собственному желанию (киножурнал «Фитиль» № 97)
144. 1970 — Самый первый (Весёлая карусель № 2)
145. 1970 — Синяя птица
146. 1970 — Сказка сказывается
147. 1970 — Это в наших силах
148. 1971 — Алло! Вас слышу!
149. 1971 — Без этого нельзя
150. 1971 — Винни-Пух идёт в гости
151. 1971 — Болтун-«активист» (киножурнал «Фитиль» № 112)
152. 1971 — Глухарь (киножурнал «Фитиль» № 106)
153. 1971 — Голубой метеорит (Весёлая карусель № 3)
154. 1971 — Добился своего (киножурнал «Фитиль» № 109)
155. 1971 — Из-за царапины (киножурнал «Фитиль» № 115)
156. 1971 — Приехали-уехали (киножурнал «Фитиль» № 113)
157. 1971 — Разгром (Весёлая карусель № 3)
158. 1971 — Рассказы старого моряка. Необитаемый остров
159. 1971 — Решительный петух (киножурнал «Фитиль» № 108)
160. 1971 — Рыжий, рыжий, конопатый (Весёлая карусель № 3)
161. 1971 — Себе дороже (киножурнал «Фитиль» № 105)
162. 1971 — Сердце
163. 1971 — Скрипка пионера
164. 1971 — Старая фотография
165. 1971 — Терем-теремок
166. 1971 — Только для взрослых (выпуск 1)
167. 1971 — Три банана
168. 1972 — Винни-Пух и день забот
169. 1972 — Весёлый старичок (Весёлая карусель № 4)
170. 1972 — Выше голову!
171. 1972 — Зелёный кузнечик
172. 1972 — Индекс
173. 1972 — Коля, Оля и Архимед
174. 1972 — Край, в котором ты живёшь
175. 1972 — Куда летишь, Витар?
176. 1972 — Очередная неделя (киножурнал «Фитиль» № 118)
177. 1972 — Про чудака лягушонка (Весёлая карусель № 4)
178. 1972 — Рассказы старого моряка. Антарктида
179. 1972 — С Днём Рождения
180. 1972 — Фаэтон сын солнца
181. 1972 — Хомяк-молчун (Весёлая карусель № 4)
182. 1972 — Экспонат (киножурнал «Фитиль» № 121)
183. 1973 — Жизненный опыт (киножурнал «Фитиль» № 135)
184. 1973 — Ковбои в городе
185. 1973 — Кто пасётся на лугу (Весёлая карусель № 5)
186. 1973 — Небылицы в лицах (Весёлая карусель № 5)
187. 1973 — Не про тебя ли этот фильм? (Весёлая карусель № 5)
188. 1973 — Новеллы о космосе
189. 1973 — Остров
190. 1973 — По следам бременских музыкантов
191. 1973 — Только для взрослых (выпуск 2)
192. 1973 — Сказка о попе и о работнике его Балде
193. 1973 — Спасибо
194. 1973 — Чудо (Весёлая карусель № 5)
195. 1973 — Шапка-невидимка
196. 1973 — Щелкунчик
197. 1973 — Чудо без чудес
198. 1974 — Вершки и корешки
199. 1974 — Дарю тебе звезду
200. 1974 — Заяц Коська и родничок
201. 1974 — Как козлик землю держал
202. 1974 — Лечение Василия (Весёлая карусель № 6)
203. 1974 — Мешок яблок
204. 1974 — Пони бегает по кругу
205. 1974 — Путаница (Весёлая карусель № 6)
206. 1974 — Проделкин в школе
207. 1974 — «Таланты» и «поклонники» (киножурнал «Фитиль» № 146)
208. 1974 — Только для взрослых (выпуск 3)
209. 1974 — Человек строит дом
210. 1975 — Бегемотик (Весёлая карусель № 7)
211. 1975 — Глупая лошадь (Весёлая карусель № 7)
212. 1975 — И мама меня простит
213. 1975 — Конёк-Горбунок
214. 1975 — Маяковский смеётся (мультипликация)
215. 1975 — Ох и Ах
216. 1975 — Фантик. Первобытная сказка
217. 1975 — Я вспоминаю…
218. 1976 — Голубой щенок
219. 1976 — Икар и мудрецы
220. 1976 — Котёнок по имени Гав (выпуск 1)
221. 1976 — Муха-Цокотуха
222. 1976 — Переменка № 1
223. 1976 — Птичка Тари
224. 1976 — Сказка про лень
225. 1976 — Стадион шиворот-навыворот
226. 1976 — Стойкий оловянный солдатик
227. 1976 — Шкатулка с секретом
228. 1977 — За щелчок (Весёлая карусель № 9)
229. 1977 — Как Маша поссорилась с подушкой
230. 1977 — Клоун (Весёлая карусель № 9)
231. 1977 — Котёнок по имени Гав (выпуск 2)
232. 1977 — Мелочи жизни
233. 1977 — Ох и Ах идут в поход
234. 1977 — Полигон
235. 1977 — Принцесса и людоед (Весёлая карусель № 9)
236. 1977 — Про дудочку и птичку
237. 1977 — Пятачок
238. 1977 — Серебряное копытце
239. 1977 — Вот так новоселье
240. 1978 — Бабочка и тигр (Весёлая карусель № 10)
241. 1978 — Барс лесных дорог
242. 1978 — Жирафа и очки
243. 1978 — Маша больше не лентяйка
244. 1978 — Мышонок Пик
245. 1978 — Наш друг Пишичитай (выпуск № 1)
246. 1978 — Ограбление по…
247. 1978 — Посылка (Весёлая карусель № 10)
248. 1978 — Приключения Хомы
249. 1978 — Производственная травма (киножурнал «Фитиль» № 197)
250. 1978 — «Рыцарь» (киножурнал «Фитиль» № 189)
251. 1978 — Светлячок (Весёлая карусель № 10)
252. 1978 — Счастливый конец (киножурнал «Фитиль» № 190)
253. 1978 — Талант и поклонники
254. 1979 — Как лиса зайца догоняла
255. 1979 — Котёнок по имени Гав (выпуск 3)
256. 1979 — Маша и волшебное варенье
257. 1979 — Наш друг Пишичитай (выпуск № 2)
258. 1979 — Охота
259. 1979 — Пациент с бутылкой
260. 1979 — Почему ослик заупрямился?
261. 1979 — Собачья радость (киножурнал «Фитиль» № 202)
262. 1979 — Страшная история
263. 1980 — Котёнок по имени Гав (выпуск 4)
264. 1980 — Мореплавание Солнышкина
265. 1980 — Первый автограф
266. 1980 — Погоня (Весёлая карусель № 11)
267. 1980 — Про черепаху (Весёлая карусель № 11)
268. 1980 — Пустомеля
269. 1980 — Хитрая ворона
270. 1980 — На задней парте (выпуск № 2)
271. 1981 — Голая истина (киножурнал «Фитиль» № 229)
272. 1981 — Дурной пример (киножурнал «Фитиль» № 234)
273. 1981 — Ивашка из Дворца пионеров
274. 1981 — Кот Котофеевич
275. 1981 — Мороз Иванович
276. 1981 — Обыкновенное чудо (киножурнал «Фитиль» № 232)
277. 1981 — Пёс в сапогах
278. 1981 — Приключение на плоту
279. 1981 — Халиф-аист
280. 1982 — Волшебное лекарство
281. 1982 — Жил-был пёс
282. 1982 — Котёнок по имени Гав (выпуск 5)
283. 1982 — Лиса Патрикеевна
284. 1982 — На грани искусства (киножурнал «Фитиль» № 244)
285. 1982 — Парадоксы в стиле рок
286. 1982 — Прежде мы были птицами
287. 1982 — Робинзон и самолёт
288. 1982 — Сладкий родник
289. 1982 — Тайна жёлтого куста
290. 1983 — Волчище — серый хвостище
291. 1983 — Гвоздь программы (киножурнал «Фитиль» № 248)
292. 1983 — Горе — не беда
293. 1983 — До лампочки (киножурнал «Фитиль» № 249)
294. 1983 — Замок лгунов
295. 1983 — Лавина (киножурнал «Фитиль» № 254)
296. 1983 — Наваждение Родамуса Кверка
297. 1983 — Обезьянки. Гирлянда из малышей
298. 1983 — Путешествие муравья
299. 1983 — С лёгким паром (киножурнал «Фитиль» № 257)
300. 1984 — Вокзал для двоих (киножурнал «Фитиль» № 261)
301. 1984 — Медведь — липовая нога
302. 1984 — На задней парте (выпуск № 3)
303. 1984 — Про шмелей и королей
304. 1984 — Синеглазка
305. 1984 — Сказка о царе Салтане
306. 1985 — Волчок
307. 1985 — Дело без дела (киножурнал «Фитиль» № 279)
308. 1985 — На задней парте (выпуск № 4)
309. 1985 — Переменка № 4
310. 1985 — Перфил и Фома
311. 1985 — Про Сидорова Вову
312. 1985 — Пропал Петя-петушок
313. 1985 — Чудо-дерево (Весёлая карусель № 16)
314. 1986 — Вредный совет (Весёлая карусель № 17)
315. 1986 — Геракл у Адмета
316. 1986 — Когда песок взойдёт
317. 1986 — Мальчик как мальчик
318. 1985 — Переменка № 5
319. 1986 — Петух и боярин
320. 1986 — Под ёлкой (Весёлая карусель № 18)
321. 1986 — Улыбка Леонардо Да Винчи
322. 1987 — Как в сказке (киножурнал «Фитиль» № 305)
323. 1987 — Мартынко
324. 1987 — Музыка революции
325. 1987 — Через тернии к звёздам (киножурнал «Фитиль» № 295)
326. 1987 — «Чистая» работа (киножурнал «Фитиль» № 307)
327. 1987 — Шурале
328. 1988 — Вредный совет (Весёлая карусель № 19)
329. 1988 — Глухая защита (киножурнал «Фитиль» № 319)
330. 1988 — Жили-были дед и баба
331. 1988 — Лев и 9 гиен
332. 1988 — Указчик (киножурнал «Фитиль» № 313)
333. 1989 — Подружка
334. 1989 — Рождение Эрота
335. 1989 — Утраченные грёзы (киножурнал «Фитиль» № 322)
336. 1990 — Дафна
337. 1990 — Испорченный телефон (киножурнал «Фитиль» № 336)
338. 1990 — Когда-то давно…
339. 1990 — Нокаут (киножурнал «Фитиль» № 341)
340. 1991 — Иван-Царевич и серый волк
341. 1991 — Притча о мыши
342. 1992 — Великая битва слона с китом
343. 1992 — Нимфа Салмака
344. 1993 — Задом-наперёд (Весёлая карусель № 25)
345. 1993 — Шут Балакирев
346. 1995 — Кто первый? (Весёлая карусель № 27)
347. 1995 — Не бывает! (Весёлая карусель № 28)
348. 1995 — Охота на динозаврика (Весёлая карусель № 27)
349. 1995 — Подлёдный лов (Весёлая карусель № 27)
350. 1995 — Тройная уха
351. 1995 — Эх! (Весёлая карусель № 28)
352. 1996 — Полифем, Акид и Галатея